# Ralf Schulenberg
Ralf Schulenberg (* 15. srpna 1949, Erfurt) je bývalý východoněmecký fotbalista, útočník, reprezentant Východního Německa (NDR).

## Fotbalová kariéra
Ve východoněmecké oberlize hrál za FC Rot-Weiß Erfurt a Berliner FC Dynamo, nastoupil ve 131 ligových utkáních a dal 25 gólů. V Poháru vítězů pohárů nastoupil v 5 utkáních a dal 1 gól a v Poháru UEFA nastoupil v 7 utkáních a dal 1 gól. Za reprezentaci Východního Německa (NDR) nastoupil v roce 1972 ve 3 utkáních. V roce 1972 byl členem bronzového týmu na LOH 1972 v Mnichově, nastoupil ve 3 utkáních.

## Ligová bilance
| Ročník           | Zápasy | Góly | Klub               |
| ---------------- | ------ | ---- | ------------------ |
| II. liga 1967/68 | 14     | 2    | FC Rot-Weiß Erfurt |
| I. liga 1968/69  | 7      | 0    | FC Rot-Weiß Erfurt |
| I. liga 1969/70  | 13     | 2    | Berliner FC Dynamo |
| I. liga 1970/71  | 10     | 2    | Berliner FC Dynamo |
| I. liga 1971/72  | 16     | 6    | Berliner FC Dynamo |
| I. liga 1972/73  | 23     | 1    | Berliner FC Dynamo |
| I. liga 1973/74  | 21     | 41   | Berliner FC Dynamo |
| I. liga 1974/75  | 15     | 3    | Berliner FC Dynamo |
| I. liga 1975/76  | 25     | 7    | Berliner FC Dynamo |
| I. liga 1976/77  | 1      | 0    | Berliner FC Dynamo |
| CELKEM I. liga   | 131    | 25   |                    |